# 阿富汗捲餅
阿富汗捲餅（Afghani burger，又名喀布爾捲餅）是一種阿富汗的快餐食物，通常以阿富汗麵餅將薯條、蔬菜、肉製品捲起包覆於內，還會加上酸辣醬等其他調味料提升味覺感受。這道源自阿富汗的食物經由移民國外的阿富汗人傳播，目前在巴基斯坦廣受歡迎，特別於伊斯蘭堡和白沙瓦等城市，乃至於印度德里也出現阿富汗捲餅的蹤跡。